# Narosodes hampsoni
Narosodes hampsoni är en fjärilsart som beskrevs av Max Wilhelm Karl Draudt 1914. Narosodes hampsoni ingår i släktet Narosodes och familjen björnspinnare. Inga underarter finns listade i Catalogue of Life.